# Municipio de Harmar
El municipio de Harmar (en inglés: Harmar Township) es un municipio ubicado en el condado de Allegheny en el estado estadounidense de Pensilvania. En el año 2000 tenía una población de 3242 habitantes y una densidad poblacional de 209.7 personas por km².

## Geografía
El municipio de Harmar se encuentra ubicado en las coordenadas 40°32′38″N 79°49′54″O / 40.54389, -79.83167.

## Demografía
Según la Oficina del Censo en 2000 los ingresos medios por hogar en la localidad eran de $38 625 y los ingresos medios por familia eran $50 054. Los hombres tenían unos ingresos medios de $35 731 frente a los $28 455 para las mujeres. La renta per cápita para la localidad era de $24 486. Alrededor del 6,6% de la población estaban por debajo del umbral de pobreza.